# Jablonca
Jablonca (szlovákul: Silická Jablonica) község Szlovákiában, a Kassai kerület Rozsnyói járásában.

## Fekvése
Rozsnyótól 13 km-re délkeletre, a Torna völgyében, a magyar határ mellett fekszik.

## Története
A község területén már a kőkorszakban is éltek emberek, ezt bizonyítják a Sólyomvár alatti Zsivány-barlangban talált leletek.
1386-ban „Zedlyche" alakban említik először, a Pelsőci Bebek család birtoka volt. A falu a középkorban Torna várának uradalmához tartozott. 1427-ben 58 portája adózott. Régi katolikus temploma 1500 körül épült, 1867-ben elbontották és felhasználásával építették meg az új katolikus templomot. 2004-2006-ban újraépítették-restaurálták. 1828-ban 136 házában 695 lakos élt.
A 18. század végén Vályi András így ír róla: „JABLONCZA. Magyar falu Torna Várm. földes Ura H. Eszterházy Uraság, és több Urak, lakosai katolikusok, fekszik Tornához 1 2/4 mértföldnyire, ’s hajdan Turótzi szerént a’ Csehek meg erősítették; réttye jó, legelője elég, makkja, gyümöltsös fáji hasznosak."
A 19. század közepén Fényes Elek eképpen írja le: „Jabloncza, magyar falu, Abauj-Torna vmegyében, a Torna vize mellett, ut. p. Rozsnyótól délre 2 mfldnyire: 91 kath., 503 ref., 5 zsidó lak. Kath. és ref. anyatemplom. Szőlőhegye tágas; gyümölcse igen sok; erdeje szép; rétjei is jók. F. u. h. Eszterházy s mások." Archiválva 2007. szeptember 27-i dátummal a Wayback Machine-ben
Borovszky monográfiasorozatának Abaúj-Torna vármegyét tárgyaló része szerint: „Szádvár és a Dluhi vrch hegy alatt az almási völgybe leereszkedve, a Sziliczei fensik északi karéja alatt három községet látunk egy sorban: Jablonczát, Körtvélyest, Almást. Jabloncza, mely szintén Almást jelent s nevéről itélve, tót eredetü falu lehetett, ma tiszta magyar, 109 házzal és 538 lakossal. Van katholikus és református temploma. Postája Almás, távirója Torna. Innen egy mellékúton leghamarabb eljuthatunk a gömörmegyei sziliczei jégbarlanghoz."
1920-ig Abaúj-Torna vármegye Tornai járásához tartozott. 1938 és 1945 között is Magyarország része volt. 1944-ben árvíz pusztította.

## Népessége
| Év:            | 1994. | 2004.    | 2014.    | 2024.    |
| -------------- | ----- | -------- | -------- | -------- |
| Emberek száma: | 281   | 231      | 194      | 172      |
| Eltérés:       |       | -17,79 % | -16,01 % | -11,34 % |

| Év:            | 2023. | 2024.   |
| -------------- | ----- | ------- |
| Emberek száma: | 179   | 172     |
| Eltérés:       |       | -3,91 % |

1910-ben 556-an, túlnyomórészt magyarok lakták.
2001-ben 254 lakosából 247 magyar.
2011-ben 203 lakosából 194 magyar.

## Neves személyek
- Itt született 1734-ben Bossányi Julianna grófnő, Festetics Julianna édesanyja.
- Itt született 1753-ban Festetics Julianna Mária Anna Katalina, gróf Széchenyi István édesanyja.
- Itt hunyt el 2016-ban Kulcsár Mária tréner, konzultáns.

## Nevezetességei
- Református temploma 1789-ben épült, tornya 18. századi.
- Római katolikus temploma 1867-ben készült a Szent Kereszt Felmagasztalása tiszteletére. A templomot 2006-ban felújították.
- Határában láthatók Sólyomkő várának romjai. A várat Tekes fia István kucsói bán, vagy fiai építtették a 13. század második felében. Először 1386-ban említik, de 1399-ben már elhagyatott volt, szerepét Szádvár vette át.
- Határa kedvelt túrázóhely és vadászparadicsom.
- Bikarét. A gyerekek számára kedvelt játszótér, valamint koncertekre is alkalmas helyszín.